# Ceaulmont
Ceaulmont é uma comuna francesa na região administrativa do Centro, no departamento de Indre. Estende-se por uma área de 17,38 km². Em 2010 a comuna tinha 746 habitantes (densidade: 42,9 hab./km²).